# Gédéon Tallemant des Réaux
Gédéon Tallemant des Réaux (ur. 2 października 1619 w La Rochelle, zm. 10 listopada 1692 w Paryżu) – francuski pisarz.
Pochodził z rodziny hugenockich bankierów, jednak związał się ze środowiskiem literatów i bywał w paryskich salonach. W 1657 zaczął redagować swoje Historyjki wydane pośmiertnie w latach 1834–1835 (wyd. pol. 1961), ukazujące współczesne mu czasy począwszy od panowania Henryka IV. Zapiski te były doskonale udokumentowane, pełne werwy i konkretnych szczegółów, potwierdzając zmysł obserwacji i niezwykłą żywość pióra autora. Krytycznie wypowiadający się na temat sensowności religijnego postu.